# B története
A B története Daniel Quinn amerikai író 1996-ban megjelent regénye. Az Izmael-trilógia második része, az 1992-ben megjelent Izmael folytatása.
A B története az Izmael továbbgondolása – mégpedig a vallás irányában. Főhőse egy fiatal lőrinces pap, akit azzal a feladattal küldenek Európába, hogy egy újonnan felbukkant vándorprédikátorról kiderítse, ő-e az Antikrisztus. Ártatlan hősünk végigüli a titokzatos hittérítő néhány előadását, és egyre mélyebbre merül a hitetlenség és hitetlenkedés ingoványába...
Az alapvető kérdés bolygónk túlnépesedése. Túl sokan vagyunk, még ha ezzel senki sem akar szembenézni. Csakhogy nincs más esélyünk, mert az ökológia törvényei pontosan ugyanúgy hatnak ránk, ahogy Földünk összes többi teremtményére. B e tanítást mélyíti el. Mondanivalójának középpontjában a Nagy Felejtés áll: az a folyamat, amelynek során civilizációnk alig pár ezeréves fennállása alatt módszeresen elvagdostuk azon gyökereket, amelyek az emberiség hárommillió éves múltjához, s így a világhoz kötöttek bennünket. Új jelentést adtunk az „ember" szónak – s ezzel a pusztulás szélére sodortuk a világot.
A B története 2008-ban jelent magyarul Trombitás Gábor fordításában, a Katalizátor Könyvkiadó gondozásában.

## Magyarul
- B története. Az Izmael-trilógia második könyve; ford. Trombitás Gábor; Katalizátor, Bp., 2008

## Külső hivatkozások
- A könyv ajánlója a Tudatos Vásárlók Egyesületének honlapján